# Mandevilla glandulosa
Mandevilla glandulosa är en oleanderväxtart som först beskrevs av Hipólito Ruiz López och Pav., och fick sitt nu gällande namn av R. E. Woodson. Mandevilla glandulosa ingår i släktet Mandevilla och familjen oleanderväxter. Inga underarter finns listade i Catalogue of Life.